# FC Kuusysi
FC Kuusysi, Kyykkä är en finsk fotbollsklubb från Lahtis som grundades 1934. Idag spelar klubben i Tvåan på hemmaarenan Kisapuisto.

## Meriter
- Finska Mästerskapen : 1982 , 1984 , 1986 , 1989 , 1991
- SM-silver: 1987 , 1988 , 1990 , 1992
- Finska cupen : 1983, 1987